# Человек меняет кожу
«Человек меняет кожу» — советский пятисерийный художественный фильм режиссёра Бориса Кимягарова 1979 года, снятый по мотивам одноимённого романа Бруно Ясенского.

## Сюжет
Действие фильма происходит в начале 1930-х годов на строительстве Вахшского канала в Таджикской ССР. Иностранный агент Мурри, прибывший в Советский Союз по контракту как инженер-строитель, со своими сообщниками готовит взрыв перемычки плотины. Им удаётся запугать американских инженеров, принимающих активное участие в строительстве, и оклеветать главного инженера Уртабаева. Однако чекисты срывают происки врагов, и строительство канала завершается в намеченный срок. Параллельно развивается любовная линия Маши и молодого американского инженера Кларка, который в конце концов примет решение остаться в СССР.

## В ролях
| Актёр              | Роль                            |
| ------------------ | ------------------------------- |
| Игорь Костолевский | инженер Джим Кларк              |
| Борис Хмельницкий  | Павел Кристаллов                |
| Лариса Удовиченко  | Маша Полозова                   |
| Юрий Горобец       | Комаренко                       |
| Гиви Тохадзе       | Табукашвили                     |
| Пётр Любешкин      | Климентий                       |
| Баба Аннанов       | Саид Уртабаев                   |
| Вадим Яковлев      | Синицын                         |
| Анатолий Азо       | Николай Ерёмин                  |
| Сократ Абдукадыров | Карим                           |
| Михаил Кублинскис  | Мурри (прототип Фредерик Бейли) |
| Роман Громадский   | Морозов                         |
| Ирина Печерникова  | Валентина                       |
| Тамара Совчи       | Люба Смирнова                   |
| Валентин Никулин   | Немировский                     |
| Аудрис Хадаравичюс | Баркер                          |
| Нелли Мышкова      | Немировская                     |
| Анатолий Ведёнкин  | Тарелкин                        |
| Закир Мухамеджанов | Исо Ходжияров                   |
| Станислав Михин    | Зайцев                          |

## Съёмочная группа
- Автор сценария: Юлий Дунский, Валерий Фрид
- Режиссёр: Борис Кимягаров
- Оператор: Заур Дахте
- Художники-постановщики: Леонид Шпонько, Владимир Салимов
- Художник по костюмам: Римма Зудерман
- Звукооператоры: Ирина Волкова, Ф. Халикова
- Монтажёр: Н. Лаптева
- Редактор : Юрий Каплунов
- Композитор: Марк Фрадкин
- Текст песен: Евгений Долматовский
- Песню «Время тюльпанов» исполняет ВИА «Земляне». Эта песня вошла в дебютную пластинку-миньон ансамбля.